# Schistura
Schistura är ett släkte i familjen grönlingsfiskar (Balitoridae). Släktet omfattar 184 arter som tillsammans har ett utbredningsområde som sträcker sig över stora delar av Asien, från västra Indien och österut. Samtliga artmedlemmar i släktet lever i kraftigt strömmande sötvatten, såsom i bergsbäckar och till och med vattenfall. Några lever i grottor, dock vanligtvis inte i karst som grönlingsfisken Cryptotora thamicola.

## Storlek
Släktet rymmer endast relativt små fiskar, exempelvis blir arten Schistura savona endast 2,4 cm som fullvuxen. Den övervägande majoriteten arter blir emellertid mellan 5 och 10 cm långa som vuxna.